# Trstené pri Hornáde
Trstené pri Hornáde (en hongrois : Abaújnádasd) est un village de Slovaquie situé dans la région de Košice.

## Histoire
Première mention écrite du village en 1270.
Jusqu'au Traité du Trianon de 1920, le village s'appelait Abaújnádasd.
La localité fut annexée par la Hongrie après le premier arbitrage de Vienne le 2 novembre 1938. En 1938, on comptait 1363 habitants dont 16 d’origines juives. Elle faisait partie du district de Füzér-Gönc (hongrois : Füzér-gönci járás). Le nom de la localité avant la Seconde Guerre mondiale était Nádošť. Durant la période 1938 -1945, le nom hongrois Abaújnádasd était d'usage. À la libération, la commune a été réintégrée dans la Tchécoslovaquie reconstituée.

## Démographie

### Évolution de la population
| Année:               | 1994. | 2004.   | 2014.   | 2024.   |
| -------------------- | ----- | ------- | ------- | ------- |
| Nombre de personnes: | 1480  | 1460    | 1538    | 1511    |
| Différence:          |       | -1,35 % | +5,34 % | -1,75 % |

| Année:               | 2023. | 2024.   |
| -------------------- | ----- | ------- |
| Nombre de personnes: | 1500  | 1511    |
| Différence:          |       | +0,73 % |